# Craterul Woodleigh
Woodleigh este un crater de impact meteoritic în Australia de Vest, Australia.

## Date generale
O echipă formată din patru oameni de stiință, de la Geological Survey din Australia de Vest și Universitatea Națională din Australia, condusă de Arthur J. Mory, a anunțat descoperirea craterului în 15 aprilie 2000.
Craterul nu este expus la suprafață și, prin urmare, dimensiunea sa este incertă. Echipa care l-a descoperit crede că poate fi de până la 120 km în diametru, dar alții susțin că poate fi mult mai mic, un studiu sugerează un diametru de aproape de 60 km. Estimarea de 120 km, dacă este corectă, ar face din acest crater a patra structură de impact confirmată din lume, și implică un bolid (asteroid sau cometă) cam de 5-6 km în diametru. Un studiu mai recent sugerează că diametrul craterului ar putea fi între 60 km și 160 km sau mai mult, și a fost produs de o cometă sau asteroid care a avut între 6 km și 12 km lățime.
Ridicătura centrală, care ar avea 20 km în diametru, a fost prima dată intersectată de activități de foraj la sfârșitul anilor 1970, cu toate acestea semnificația ei ca structură de impact a fost realizată doar în 1997 în timpul unui sondaj. În 1999, un eșantion nou a fost luat. Venele subțiri de sticlă topită, brecie și cuarț șocat găsite s-ar fi format sub presiuni de 100.000 de ori mai mari decât presiunea atmosferică la nivelul mării, sau între 10 și 100 de ori mai mari decât cele generate de activitatea vulcanică sau cutremur. Doar un impact mare ar fi putut genera astfel de condiții.
Evenimentul de impact Woodleigh (inițial s-a crezut că a avut loc între Triasicul târziu și Permianul târziu) are vârsta estimată la 364 ± 8 milioane ani (Devonianul târziu).
Această perioadă corespunde aproximativ cu un eveniment de extincție. Atunci când în jur de 40% de specii au dispărut. Există dovezi pentru alte evenimente de impact mari care au avut loc în aceeași perioadă, astfel încât, dacă extincția are legătură cu  impactul, atunci poate mai mult de un crater a fost implicat.